# Толстик (Вологодская область)
Толсти́к — деревня в Кирилловском районе Вологодской области.
Входит в состав Талицкого сельского поселения, с точки зрения административно-территориального деления — в Талицкий сельсовет.
Расстояние по автодороге до районного центра Кириллова — 70,5 км, до центра муниципального образования Талиц — 5 км. Ближайшие населённые пункты — Титово, Молоди, Большой Пепел.
По переписи 2002 года население — 43 человека (23 мужчины, 20 женщин). Преобладающая национальность — русские (96 %).
В деревне родился Герой Советского Союза Александр Лелеков.